# Alice Domon
Alice Domon, nota come Suor Caty (Charquemont, 23 settembre 1937 – Oceano Atlantico, 17 o 18 dicembre 1977), è stata una monaca cristiana francese.
Fu desaparecida durante la dittatura militare in Argentina, denominata Processo di riorganizzazione nazionale (1976-1983). Venne gettata in mare, vicino a Santa Teresita, Buenos Aires, nel 1977.

## Biografia
Alice Domon nacque a Charquemont, nella provincia di Doubs, in Francia. Da giovane fece il suo ingresso nella Congregazione delle Missioni all'Estero di Parigi (Société des Missions Etrangères) e nel 1967 venne mandata in Argentina. Qui si stabilisce tra Hurlingham e Morón, nel cordone industriale di Buenos Aires, dedicandosi alla catechesi di persone con necessità particolari.
Domon ha fatto parte del gruppo diretto dal sacerdote Ismael Calcagno, cugino di Jorge Rafael Videla, il dittatore al potere al momento del suo sequestro e assassinio. Nello stesso gruppo si trovava pure Léonie Duquet con la quale aveva instaurato una profonda amicizia. Paradossalmente, Léonie Duquet e Alice Domon conobbero Videla proprio perché quest'ultimo aveva chiesto loro assistenza in merito al figlio Alejandro, un bambino handicappato che fu istruito e curato dalle sorelle Alice e Léonie nella Casa de la Caridad (Casa della Carità) di Morón.
Si dedicò a lavori di tipo sociale in collaborazione con gli abitanti di ville miseria, grandi complessi informali di abitazioni precarie. Nel 1971 andò a Corrientes per collaborare nell'organizzazione delle Leghe Agrarie (Ligas Agrarias), che organizzarono i piccoli produttori di cotone. All'indomani del golpe militare del 24 marzo 1976 e dell'installazione di un regime fondato nel terrorismo di stato, Alice decise di partecipare attivamente nelle organizzazioni di diritti umani. Al suo ritorno da Corrientes fu ospitata da Léonie Duquet nella sua casa.
Nel dicembre 1977 le sorelle Alice e Léonie, con le Madri di Plaza de Mayo e altri attivisti di diritti umani, prepararono una petizione col nome degli scomparsi e richiesero al governo di rendere noti i luoghi di detenzione. La petizione fu pubblicata nel giornale La Nación il 10 dicembre 1977, lo stesso giorno della loro sparizione. Tra i firmatari figurava anche Gustavo Niño, nome falso utilizzato dall'allora capitano della Marina Alfredo Astiz per infiltrarsi nel gruppo delle Madri di Plaza de Mayo.

### Sequestro
Tra il giovedì 8 e il sabato 10 dicembre 1977, un gruppo di militari al comando di Alfredo Astiz sequestrò un gruppo di 12 persone legate alle Madri di Plaza de Mayo. Tra queste vi erano Alice Domon, la sua compagna francese, la monaca Léonie Duquet e la fondatrice delle Madri di Plaza de Mayo Azucena Villaflor. La maggior parte del gruppo (e anche Alice Domon) fu sequestrata nella chiesa di Santa Croce situata nel quartiere di San Cristóbal nella città di Buenos Aires, dove usavano riunirsi.
Sorella Alice fu portata direttamente al Centro Clandestino di Detenzione situato nell'Escuela de Mecánica de la Armada (Scuola di Meccanica della Marina, ESMA), dove fu reclusa nel settore denominato Capucha ("cappuccio": qui i detenuti venivano costantemente bendati per l'intera durata della loro permanenza). È rimasta lì per circa 10 giorni, lasso di tempo durante il quale fu costantemente torturata.

### Scandalo internazionale
La nazionalità francese delle sorelle Léonie Duquet e Alice Domon generò uno scandalo internazionale, specialmente con la Francia. Per questa ragione, il Capo della Marina e membro della Giunta Militare Emilio Massera ordinò di simulare che entrambe le monache fossero state sequestrate dalla guerrilla dei montoneros. Fu per questo che Alice Domon fu obbligata sotto tortura a scrivere una lettera alla sua superiora della congregazione, lettera che fu scritta in francese, spiegando che erano state sequestrate da un gruppo oppositore al governo di Videla.
In seguito furono scattate delle foto nelle quali si vedono le due religiose sedute davanti ad una bandiera dei Montoneros e ad una copia del giornale La Nación. La foto, che mostra le due suore con apparenti segni di tortura, era stata scattata nel sottosuolo del Casinò Ufficiali della ESMA, e fu inviata alla stampa francese. Il 15 dicembre 1977 La Nación pubblicò una notizia dell'agenzia EFE con il titolo Vivas y con buena salud ("Vive e in buona salute"). Si informava che la Madre Superiora della Congregazione dichiarava dalla Francia che le sorelle Léonie e Alice erano state detenute e che se hallan vivas y con buena salud ("si trovavano vive e in buona salute"). Veniva anche chiarito che l'informazione proveniva dal Nunzio in Argentina.

### Assassinio
Probabilmente il giorno 17 o 18 dicembre 1977, le due sorelle e il resto del gruppo furono trasladados all'aeroporto militare di Buenos Aires, sedati, imbarcati su un aereo della Marina e buttati in mare vivi di fronte alla costa di Santa Teresita, in uno dei tanti voli della morte succedutisi nel corso della dittatura. La morte è sopravvenuta in seguito all'impatto con l'acqua. In un esempio di atroce umorismo degli ufficiali legati a quella vicenda, si faceva spesso riferimento a quei tempi alle monjas voladoras ("monache volanti").

### Testimonianze
Nel bollettino Nunca Más ("Mai Più"), i testimoni Maggio e Cubas, sopravvissuti della ESMA, raccontarono quello che seppero sulla loro sorte:
(Testimonianza di Horacio Domingo Maggio, Legajo N° 4450).
(Testimonianza di Lisandro Raúl Cubas, Legajo N° 6974).

### Ricerca dei resti
Il 20 dicembre 1977 cominciarono ad apparire cadaveri provenienti dal mare della provincia di Buenos Aires, vicino alle località balneari di Santa Teresita e di Mar del Tuyú. I medici forensi che esaminarono i corpi in quell'occasione annotarono che la cause del decesso era da attribuire a choque contra objetos duros desde gran altura ("impatto con oggetti da elevata altezza"), come indicavano il tipo di fratture ossee riscontrate, avvenute prima della morte. Senza effettuare ulteriori controlli, le autorità locali hanno disposto la sepoltura dei corpi come N.N. nel cimitero della vicina città General Lavalle.
Una volta ristabilita la democrazia, nel 1984, nell'ambito delle inchieste della CONADEP e del Processo alle Giunte, furono realizzati scavi nel suddetto cimitero, e sono stati ritrovati una grande quantità di resti ossei provenienti dai cadaveri trovati nelle spiagge di San Bernardo e Lucila del Mar. Questi resti furono utilizzati nel suddetto processo e in seguito riposti in 16 buste. A partire da allora il giudice Horacio Cattani cominciò ad accumulare casi sui desaparecidos. Nonostante l'esistenza di leggi come quella del Punto Finale e di Obbedienza Dovuta, che paralizzarono le inchieste, Cattani riuscì, nel 1995, a mettere in piedi un archivio di 40m² dove riporre tutte le prove.
Nel 2003 l'intendente di General Lavalle rese noto che erano stati localizzate nuove tombe N.N. nel cimitero della città. Il giudice Cattani ordinò dunque di procedere con gli scavi, in collaborazione con l'Equipo Argentino de Antropología Forense (Gruppo Argentino di Antropologia Forense, EAAF). Furono scoperte due file di tombe, una sopra all'altra, contenenti 8 scheletri, 5 di donne, 2 di uomini e uno, classificato come GL-17, definito come "probabilmente maschile".
Le cinque donne vennero identificate come facenti parte del gruppo sequestrato tra l'8 e il 10 dicembre 1977: Azucena Villaflor, María Ponce de Bianco, Esther Ballestrino de Careaga, Angela Auad e sorella Léonie Duquet. Sono state tutte seppellite nel giardino della Iglesia Santa Cruz. I resti di Alice Domon non sono mai stati ritrovati.

## Commemorazioni
L'8 dicembre, nella Iglesia de Santa Cruz, a San Cristóbal (Buenos Aires), si ricorda l'anniversario della sparizione del gruppo formato da Madri di Plaza de Mayo, attiviste di diritti umani, e suore francesi Léonie Duquet e Alice Domon.
Nel 2000, in nome della legge n. 397, la Legislatura della Città di Buenos Aires ha denominato Hermana Alice Domon y Hermana Leonie Duquet la piazzola situata nell'intersezione delle vie Moreto, Medina e Cajaravilla.
Sempre nel 2000, il regista Alberto Marquardt ha realizzato un film-documentario sulla sua vita, chiamato Yo, Sor Alice ("Io, Sorella Alice"), di produzione franco-argentina.

## Ruolo degli Stati Uniti
Documenti segreti del governo degli Stati Uniti, declassificati nel 2002, provano che il governo statunitense era a conoscenza già dal 1978 che i cadaveri di Azucena Villaflor, Esther Ballestrino, María Ponce e sorella Léonie Duquet erano stati ritrovati nelle spiagge bonaerensi. Questa informazione fu mantenuta segreta e non fu mai comunicata al governo democratico argentino.
Questo dato è contenuto nel documento n. 1978-BUENOS-02346 redatto dall'allora ambasciatore degli Stati Uniti in Argentina Raúl Castro, per il Segretario di Stato degli Stati Uniti e porta la data 30 marzo 1978. L'oggetto del documento è Informe sobre monjas muertas ("Informazioni sulle suore morte") e testualmente afferma:

## Condanna
Nel 1990 il capitano Alfredo Astiz fu condannato in contumacia all'ergastolo, dalla Corte d'Appello di Parigi per essere colpevole della morte delle sorelle Léonie Duquet e Alice Domon.

## Collegamenti
- Guerra sporca
- Processo di riorganizzazione nazionale
- Desaparecidos
- Voli della morte
- Operazione Condor
- Madri di Plaza de Mayo
- Léonie Duquet

## Fonti
Per un'estesa documentazione (giornali, telegrammi, ecc.) su tutta la vicenda delle due suore francesi, vedi (ES) .
| Controllo di autorità | VIAF (EN) 47558744 · ISNI (EN) 0000 0000 2139 8522 · LCCN (EN) n84093945 · GND (DE) 118826123 · BNF (FR) cb12651956v (data) |